# 269 (số)
269 (hai trăm sáu mươi chín) là một số tự nhiên ngay sau 268 và ngay trước 270.